# Andílek na nervy
Andílek na nervy je český film z roku 2015. Rodinnou komedii natočil režisér Juraj Šajmovič. Natáčení probíhalo od dubna 2014 do ledna 2015 v Ředhošti, Praze a Slaném. Společnost Indigo Film film uvedla do českých kin od 18. června 2015.

## Děj
Film vypráví příběh 14leté fashion bloggerky Viktorie (Anna Kadeřávková), která se po smrti matky odstěhuje na malou vesnici za otcem-zvěrolékařem (Pavel Řezníček), jehož nikdy neviděla. Do zdejšího prostředí nezapadá, vzdoruje veškerým pokusům otce o převýchovu, ale nakonec tu nachází svou první lásku.

## Postavy a obsazení
| Pavel Řezníček                 | Jakub               |
| Petra Černocká                 | Helena              |
| Linda Rybová                   | Pavla               |
| Kateřina Hrachovcová-Herčíková | Jiřina              |
| Elena Vacvalová                | sociální pracovnice |
| Anna Kadeřávková               | Viktorka            |
| Miroslav Vladyka               | Matěj               |
| Adam Mišík                     | Tomáš               |
| Lukáš Latinák                  | Jarmil              |

## Přijetí

### Návštěvnost
Ve 25. týdnu se film jako novinka v českých kinech umístil na 6. pořadí s 1 milionem korun na tržbách. Předstihly ho jiné novinky týdne: Jurský svět, animovaní Mimoni (v předpremiéře), horor Odebrat z přátel a dva české filmy s dřívější premiérou: Život je život a Sedmero krkavců. V 26. týdnu zůstal na stejné příčce, ale s tržbami pouhých 428 tisíc korun, neboť značný podíl na trhu zabral premiérovaný animák Mimoni. Před Andílkem na nervy se umístila stejná pětice filmů, jen v mírně prostřídaném pořadí.

### Recenze
Kritička Mirka Spáčilová z iDNES.cz přirovnala film k „pohádce o pyšné princezně z twitterové říše“ a označila jej za nejpozitivnější film příslušného premiérového týdne. Martin Svoboda z Aktuálně.cz jej nazval prototypem „špatného českého filmu“.
- | „                                                  | Anna Kadeřávková z titulní role vykouzlila vskutku dokonale protivného fracka, až divák žasne, že první pohlavek schytá teprve v polovině filmu. […] Ovšem zhýčkaná teenagerka je líčena v natolik přepjaté nadsázce, že si říká o pořádně ztřeštěnou komedii a stejně vyhraněný protipól. Ani jednoho se jí však nedostane. […] Škoda, že výsledné smíření se předem rýsuje tak jasně a že venkov setrvává u starosvětsky idealizované selanky. […] Jakkoli není dokonalý, z filmu tryská odzbrojující touha po harmonii. | “ |
| — Mirka Spáčilová, iDNES.cz 17. června 2015 – 50 % | |   |
- | „                                                   | Pokud je Andílek na nervy něčím, tak urážkou. Urážkou obyvatel měst za vykreslení jako nesnesitelných snobů bez taktu a empatie. Urážkou mladé generace coby hloupé a nesnesitelně rozmazlené. Urážkou obyvatel venkova jako směšných vidláckých figurek. A v neposlední řadě urážkou diváků skrze absurdní polopatičnost a primitivnost vystavění děje. | “ |
| — Martin Svoboda, Aktuálně.cz 21. června 2015 – 0 % | |   |
- | „                                                 | Takhle předvídatelný příběh aby člověk pohledal a ani jednotlivé situace a postavy diváky nemají čím překvapit. Jedině snad Viktorka. Spratek je to unikátní. […] Jenže kompilace známých motivů a situací ani s vědomím toho, že „všechno už tu přece bylo“, k dobrému filmu nestačí. | “ |
| — Věra Míšková, Novinky.cz 23. června 2015 – 45 % | |   |